# Dirty Woman
Dirty Woman es una agrupación originaria de la Ciudad de México. 
que combina el stoner, el doom y el heavy metal. Desde su origen, en el año 2006, la banda ha ganado renombre entre los fanáticos de dichos géneros del metal en México, así como en diversas partes del mundo. Dirty Woman ha participado en varias ediciones de grandes festivales como el Hell and Heaven y el Force Fest, siendo teloneros de bandas relevantes como Kiss, Megadeth, Fear Factory y Biohazard, entre muchos otros. La banda es una de las principales innovadoras dentro de la escena del metal nacional introduciendo el stoner, subgénero poco conocido en el país en la década de 2000. 
Cabe mencionar que la banda toma su nombre en tributo a la canción "Dirty Women", compuesta por Black Sabbath.

## Alineación
- Edson Alemán - Guitarra. (Ex-Garrobos, ex-Atoxxxico, ex-34-D, ex-Tusken Raiders, ex-Natas ex-Invectiva) - (2006 - presente).
- Elías Levy - Guitarra (2019 - presente).
- Charly Ruiz Esparza - Batería. (2013 - 2016 / 2022).

## Miembros anteriores
- Ray Orta, bajo (2006)
- José Fortul - batería (2006)
- Julio López - batería (2008 - 2013)
- Ángel Castillo - bajo (2007 - 2013)
- Lutz Keferstein - voz (2009 - 2017)
- Charly Ruiz Esparza - batería (2013 - 2016)
- Lou Alpízar, bajo (2014 - 2016).
- Marco Pantoja - guitarra (2013 - 2019)
- Alfonso López (2006)

## Discografía
- A Set of Spells (2023) - LP
- I Will Kill Again (2022) - LP
- First Party Revisited - (2021) EP
- City of Sins (2014) - LP
- Session of the Witch (2012) - LP (Live session).
- Demon Lover Remastered (2011) - LP
- Demon Lover (2010) - LP
- First Party (2006) - EP

## Videos
- Yes, I Sold my Soul (2011)
- Riding Free (2011)
- Guide of Deconstruction (2014)
- Ríos de Sangre (2021)
- Rise! (2022)